# Kellie Wells
Kellie Wells, född 16 juli 1982 i Richmond, Virginia, är en amerikansk friidrottare.
Wells blev olympisk bronsmedaljör på 100 meter häck vid sommarspelen 2012 i London.